# Fiat 500 Vignale

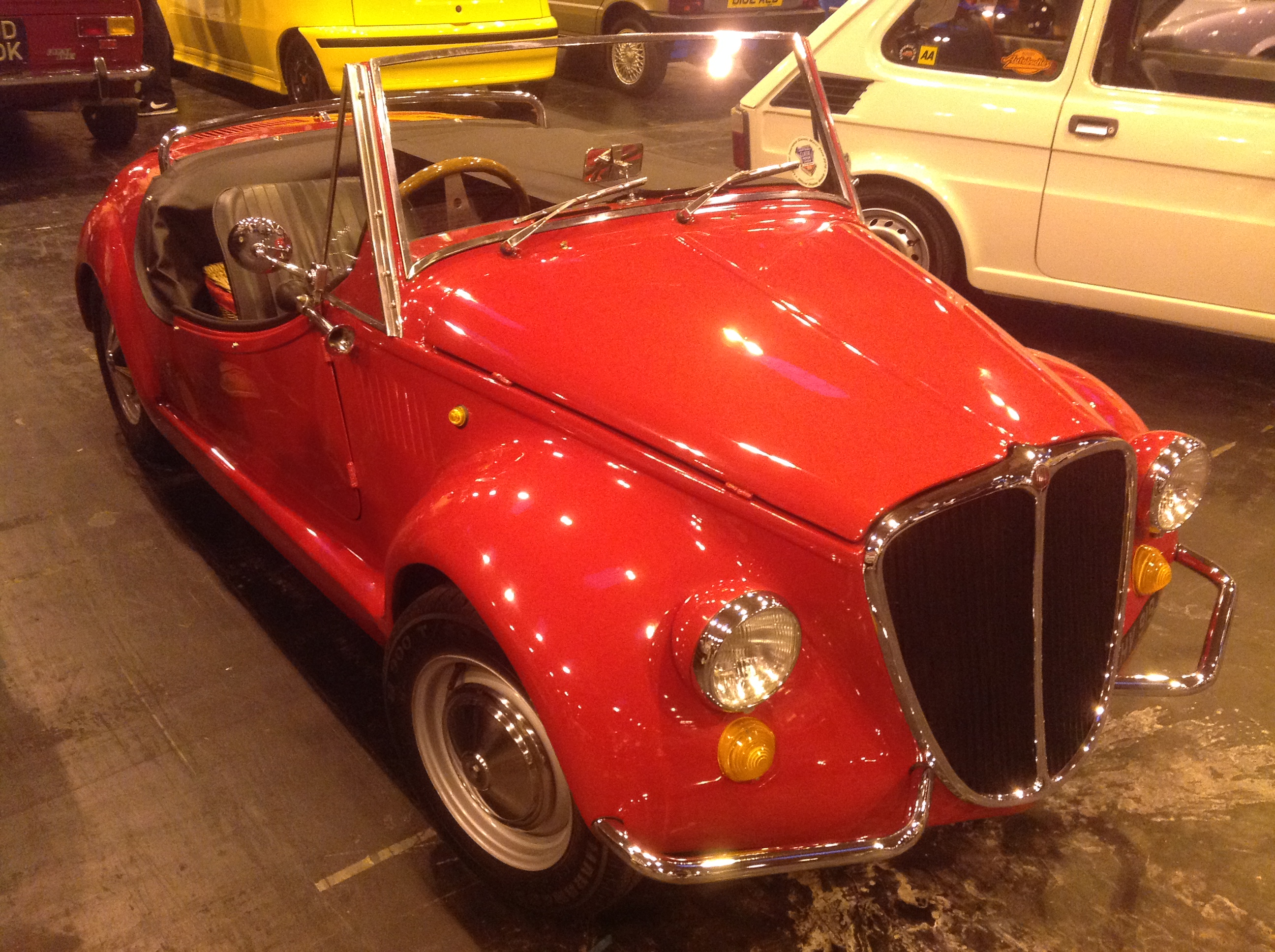
Fiat 500 Vignale Gamine

La Fiat 500 Vignale est une automobile italienne, produite pendant trois ans environ, de 1967 à 1970 en deux séries de 200 exemplaires chacune.
C'est un roadster deux places, carrossé par Vignale sur base de Fiat 500, avec moteur bicylindre arrière.
Elle reprend le dessin de la Fiat Coppa d'Oro. Elle est équipée de deux sièges très confortables. Le volant est lui aussi spécifique, deux branches aluminium siglé Ferrera et jante cuir. Une capote et son arceau se logent derrière les sièges, à la place de la banquette arrière.

## Commercialisation

### En France
Elle fut distribuée en France par les concessionnaires Fiat. L'importateur était GAM, Garage Automobiles Monégasque (à Monaco) propriété de l'ancien coureur cycliste Raphaël Géminiani, ce qui lui vaut, en France, le surnom de « Gamine ».

## Source
- Jérôme Rougé, propriétaire et spécialiste  des Fiat 500 en France.[réf. incomplète]